# Karel Obluk
Karel Obluk (* 1968 Brno) je český angel investor, manažer a podnikatel. V současné době působí jako partner ve společnosti Evolution Equity Capital Partners.

## Studium a vzdělávání
Karel Obluk získal inženýrský titul na brněnském VUT na Fakultě elektrotechniky a informatiky. Na VUT pokračoval i ve svém doktorském studiu, titul PhD. získal za práci „Metody návrhu objektově orientovaných databázových systémů“.
Je také členem společnosti Kauffman Fellows, která se specializuje na vzdělávání odborníků v oblasti investování.

## Profesní život

### IT
Karel Obluk se začal věnovat programování na střední škole a při studiu vysoké školy, před nástupem stolních počítačů pracoval také na sálových počítačích ADT a EC. Po dokončení studií Karel Obluk začínal v roce 1992 ve společnosti Vema, která vyvíjí mzdové systémy. Z pozice vývojáře se později uplatnil jako vedoucí systémového vývoje.
V roce 2003 přešel do brněnské firmy Grisoft, kde jako vedoucí vývoje a následně technický ředitel vedl vývoj antivirového systému AVG. V roce 2006, po vstupu zahraničních investorů Enterprise Investors a Intel Capital, byl na více než rok pověřen současně i vedením celé společnosti. Pod jeho vedením společnost pokračovala ve 100% růstu tržeb i zisku, stabilizovala pozici ve Spojených státech a svoji partnerskou síť a uskutečnila první technologickou akvizici.
Po transformaci Grisoftu v AVG Technologies ve firmě pokračoval nadále jako technický ředitel. AVG Technologies v roce 2012 úspěšně vstoupila na newyorskou burzu NYSE, jako vůbec první společnost původem z České republiky. Jako jedna z prvních evropských společností z oblasti informačních technologií se také AVG stala tzv. „jednorožcem“, tzn. dosáhla tržní hodnoty 1 miliardy dolarů.

### Investice
Obluk opustil AVG Technologies po vstupu společnosti na burzu v roce 2012 se soustředil na vlastní investice do startupů, zejména z oblasti IT. Investoval mimo jiné do společnosti CognitiveSecurity, kterou později koupila americká společnost Cisco.
Společně s Dennisem Smithem a Richardem Seewaldem v roce 2013 založil investiční společnost Evolution Equity Partners, která v roce 2015 uzavřela svůj první fond o velikosti 120 milionů dolarů. Fond se specializuje na investice do startupů a firem z IT oblasti, zejména kyberbezpečnosti. V roce 2019 společnost Evolution Equity Partners otevřela již druhý fond, s podobným zaměřením.
V roce 2019 se stal zakládajícím členem neformálního sdružení angel investorů Garage Angels, jehož členem je například i Jiří Hlavenka, Libor Daněk nebo Jan Hladký.